# سوکوبوس (مجسمه)
سوکوبوس یک مجسمه برنزی با پتینه سبز و قهوه ای تیره است. در سال ۱۸۸۹  آگوست رودن هنرمند فرانسوی  به عنوان بخشی از مجموعه‌ای از آثار نمایش آژیرها و نرئیدها این مجسمه را ساخت. سپس به سفارش دولت وقت فرانسه آن را به عنوان  بخشی از بنای یادبود ویکتور هوگو ادغام کرد.  این مجسمه اکنون در موزه سمیه در مکزیکو سیتی قرار دارد.

## توضیحات

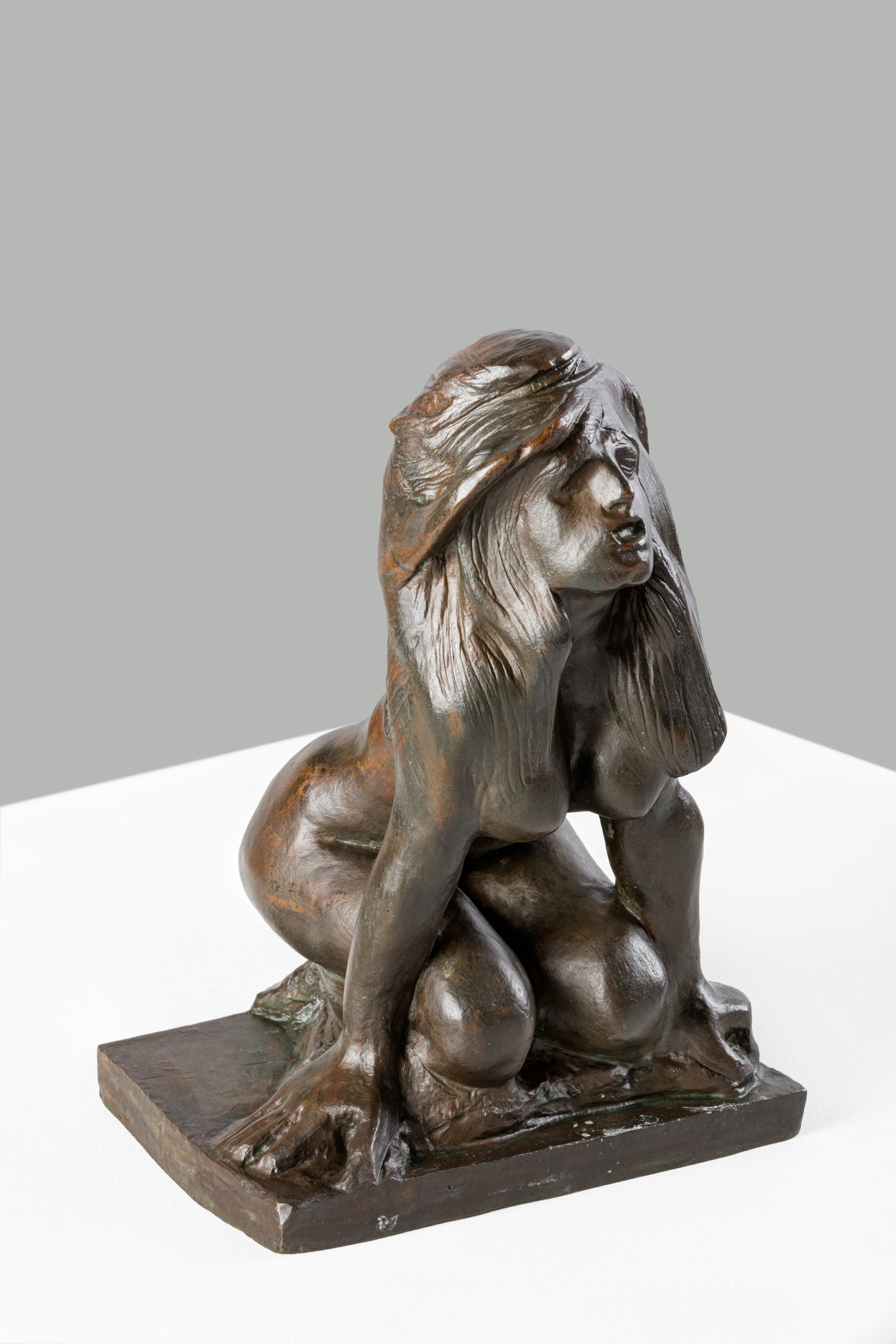
سوکوبوس

این مجسمه، سوکوبوس، شیطانی که برای فریب و اغوای مردان به شکل زنانه درآمده است را نشان می‌دهد. سوکوبوس به شکل گربه زانو زده و تداعی‌کننده ارتباط قرون وسطایی بین گربه ها و نیروهای تاریکی است.  او زیباست و چشمانش بسته است، اما دهانش باز است و فریاد می کشد.  تصور می شود که کامیل کلودل مجسمه ساز فرانسوی الگوی مجسمه رودن بوده باشد. 

## لینک های خارجی
- پرونده‌های رسانه‌ای مربوط به The Succubus by Auguste Rodin در ویکی‌انبار